# Wind der Welt
Wind der Welt (französischer Originaltitel: À l’aventure) ist ein Buch von Blaise Cendrars aus dem Jahre 1958. Der deutschsprachigen Ausgabe ist ein Nachwort von Henry Miller beigefügt.

## Inhalt (Auswahl)
Wind der Welt besteht aus 14 Kurzgeschichten, die inhaltlich in die Themenblöcke Jugendjahre, In der Fremdenlegion, Streit und Liebe und Meine Jagden eingeteilt werden. Die erste Kurzgeschichte mit dem Titel Die Vögel steht ausserhalb dieser Zuordnungen.

### «Die Vögel»
Der Erzähler berichtet von einer Schiffsreise nach Brasilien mit dem Dampfer Gelria An Brasilien beeindruckt den Erzähler die grosse Artenvielfalt und das gefährliche Leben im tropischen Regenwald. Als er sich Vögel für die Rückfahrt mitnimmt, merkt er, dass die meisten die Atlantiküberquerung nicht überlebt haben.

### «Der Ozean ist eine Lüge»
Es wird von einem Aufenthalt in der Kindheit des Erzählers in Neapel erzählt. Dieser hatte gerade eine Mittelmeerüberquerung von Alexandria auf dem Dampfer Italia hinter sich. Während der Überfahrt träumte das Kind, dass es in New York ankommen wird. Enttäuscht wird es bei Ankunft in Neapel von einem Arzt untersucht.

### «Das verlorene Paradies»
Der Erzähler berichtet weiterhin von seiner unbeschwerten Kindheit in Neapel. Er wohnt dort in einer reichen Gegend und geht mit den Nachbarskindern auf Schneckenjagd. Die Geschichte endet mit den Worten «Doch ferner noch als Indien und China / liegt unsrer Kindheitsliebe grünes Paradies...».

### «Notre-Dame von Morro-Azul»
Doktor Oswaldo Padroso ist ein liebenswürdiger, aber seltsamer Gastgeber. In dessen heruntergekommener Hazienda in Brasilien verbringt der Erzähler eine Nacht.

### «Der Okù»
Nachdem der Erzähler über längere Zeit nicht von seiner Schusswaffe Gebrauch gemacht hat, erschiesst er in Brasilien einen Okù.

### «Der Feigenfresser»
Der Erzähler erinnert sich an ein Jagdabenteuer in seiner Kindheit in Neapel.

## Kritik
„Cendrars ist zu seinen Erlebnissen nicht von Abenteurer-Sehnsucht getrieben worden, sondern von der Lust an außergewöhnlichen Eindrücken, die sich sprachlich in einer Fülle farbkräftiger, mitunter impressionistischer Bilder manifestiert.“

## Rezeption (Auswahl)
- In Martin Suters Roman Allmen und die Dahlien heisst es vom Protagonisten: «Aber dann hatte er [...] noch wahllos in sein Büchergestell gegriffen, sich noch ein wenig in den Lesesessel gesetzt und war in Wind der Welt von Blaise Cendrars hängengeblieben.»[2]

## Ausgaben (Auswahl)
- À l’aventure. Pages choisies. Denoël, Paris 1958
- Wind der Welt. Aus dem Französischen von Lotte Frauendienst. Mit einem Vorwort von Henry Miller. K. Rauch, Düsseldorf 1960. DNB 450762300
- Wind der Welt. Aus dem Französischen von Lotte Frauendienst. Mit einem Nachwort von Henry Miller. dtv, München 1963. DNB 450762319
- dito: Verlag der Arche, Zürich 1977. DNB 831216735
- Wind der Welt. Abenteuer eines Lebens. Mit einem Vorwort von Henry Miller. Herausgegeben von Charles Linsmayer. Suhrkamp, Frankfurt am Main 1990, ISBN 978-3-518-40262-7.